# Safājā
Safājā es un distrito de la gobernación de Mar Rojo, Egipto. En julio de 2017 tenía una población estimada de 51 233 habitantes.
Se encuentra ubicado al sureste del país, entre el río Nilo, al oeste, y el mar Rojo, al este.